# 阿霍恩 (奥地利)
阿霍恩（德語：Ahorn，發音：[ˈaːhɔʁn] ⓘ）是奥地利上奥地利州罗尔巴赫县的曾经一个市镇。总面积13平方公里，总人口490人，人口密度37.7人/平方公里（2005年）。